# الدوري المنغولي لكرة القدم 1996
الدوري المنغولي لكرة القدم 1996 هو موسم من الدوري المنغولي لكرة القدم. فاز فيه نادي إركيم.